# Stephen McManus
Stephen McManus (født 10. september 1982 i Lanark, Skotland) er en skotsk tidligere fodboldspiller, der spillede som forsvarsspiller, primært hos den skotske ligaklub Celtic F.C., hvor han også i mange år var anfører. Han vandt med klubben tre skotske mesterskaber og to pokaltitler.

## Landshold
McManus nåede desuden 26 kampe og to scoringer for Skotlands landshold, som han debuterede for den 11. oktober 2006 i et opgør mod Ukraine. Hans hidtil eneste scoring blev sat ind i en EM-kvalifikationskamp mod Litauen den 8. september 2007.

## Titler
Skotsk Premier League
- 2006, 2007 og 2008 med Celtic F.C.

Skotsk FA Cup
- 2005 og 2007 med Celtic F.C.

Skotsk Liga Cup
- 2006 og 2009 med Celtic F.C.